# كينيث باول بلوك
كينيث باول بلوك (بالإنجليزية: Kenneth Paul Block)‏ هو رسام توضيحي أمريكي، ولد في 26 يوليو 1924، وتوفي في 23 أبريل 2009.